# 彈彈♥SUMMER Kiss
《彈彈♥SUMMER Kiss》（日语：プリプリ♥SUMMERキッス）是SUPER☆GiRLS的第5張單曲。2012年7月4日由iDOL Street发售。

## 概要
與前作《1,000,000☆微笑》相隔3個月发售。表題曲《彈彈♥SUMMER Kiss》的音樂影片在塞班島拍攝。

## 收錄曲
音樂合作請参照SUPER☆GiRLS的項目
ジャケットA,B ver.
1. プリプリ♥SUMMERキッス
  - 作詞：Litz、作曲：丸山真由子、編曲：鈴木Daichi秀行
2. 南風パヤパヤ
  - 作詞：BOUNCEBACK、作曲：松田純一、編曲：清水武仁
3. 明日へSTEP!
  - 作詞：栗原暁(Jazzin' park)、作曲：松田純一、編曲：THE ROG、歌：iDOL Street All Members

DVD（封面A ver.）
1. プリプリ♥SUMMERキッス（Music Video）
2. プリプリ♥SUMMERキッス（Music Video Making）
3. プリプリ♥SUMMERキッス（成員別個別CM集）

DVD（封面B ver.）
1. 明日へSTEP! (Song by iDOL Street All Members)（Music Video）
2. 02.A Message From iDOL Street

CD ONLY（封面C ver.）
1. プリプリ♥SUMMERキッス
2. 南風パヤパヤ
3. 明日へSTEP!
4. プリプリ♥SUMMERキッス（Instrumental）
5. 南風パヤパヤ（Instrumental）
6. 明日へSTEP!（Instrumental）

## 外部連結
- SUPER☆GiRLS Official Site ディスコグラフィー
- プリプリ♥SUMMERキッス YouTube 公式PV - YouTube
- 明日へSTEP! YouTube 公式PV （页面存档备份，存于） - YouTube